# تراکویا

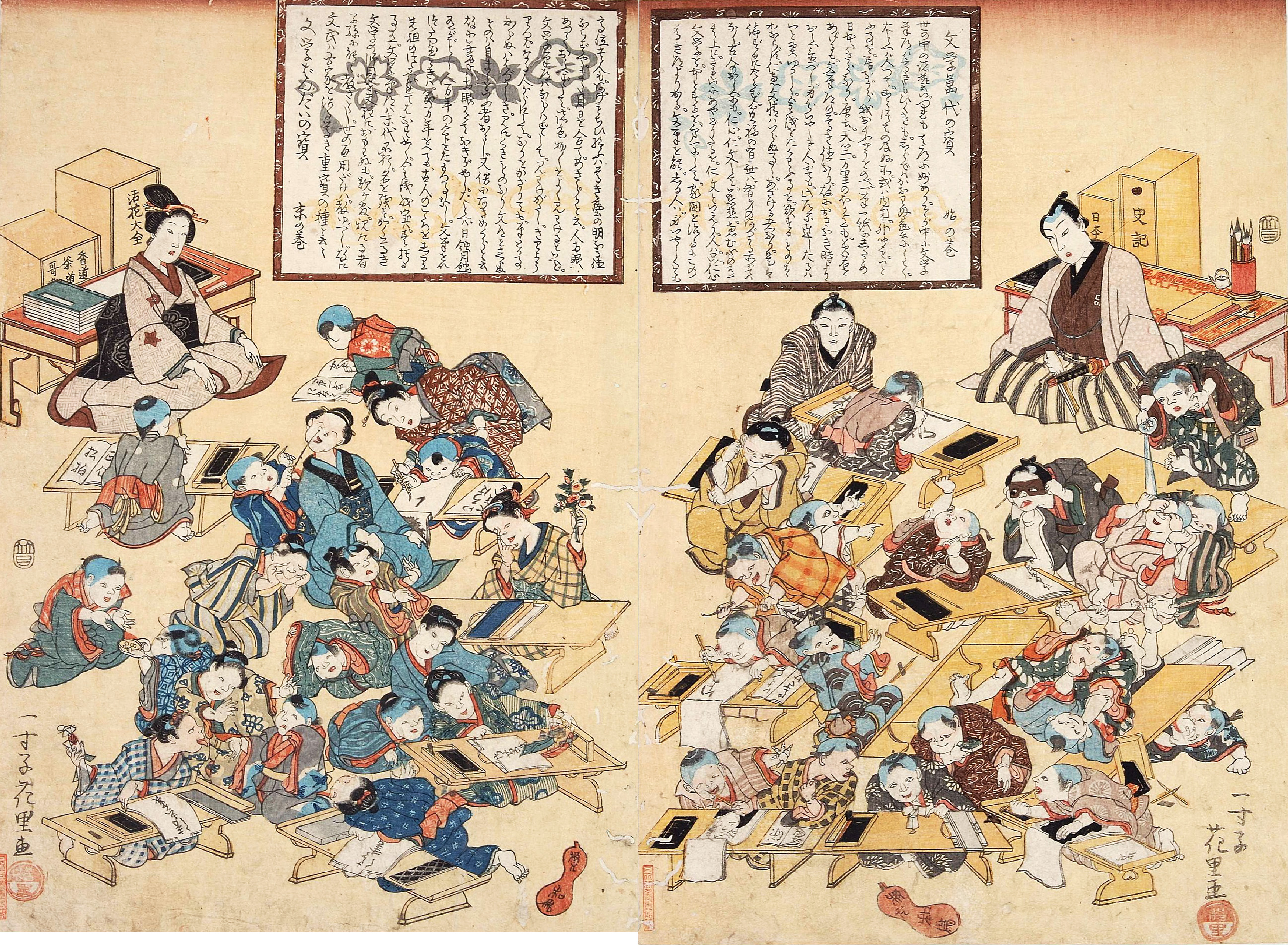
تصویری نقاشی شده از تراکویا یا مدرسه خصوصی در دوره ادو

تراکویا، مدارس معبد (به ژاپنی: 寺子屋, Terakoya) مدارس ابتدایی خصوصی یا مؤسسات آموزشی خصوصی بودند که نوشتن و خواندن را به کودکان معمولی ژاپنی در دوره ادو آموزش می‌دادند.